# Karabin Hakim
Hakim – egipski karabin samopowtarzalny
We wczesnych latach pięćdziesiątych Egipt kupił w Szwecji dokumentację techniczną i oprzyrządowanie służące do produkcji karabinu samopowtarzalnego Ag m/42.
W Egipcie karabin przystosowano do zasilania amunicją 7,92 × 57 mm i rozpoczęto jego produkcję. W następnych latach wyprodukowano ok. 70 000 karabinów Hakim. Produkcję zakończono pod koniec lat sześćdziesiątych, po wprowadzeniu do uzbrojenia karabinu szturmowego AK.
Karabin Hakim stał się także podstawą do opracowania karabinka kalibru 7,62 × 39 mm oznaczonego jako Rasheed.

## Opis konstrukcji
Karabin Hakim był indywidualną bronią samopowtarzalną. Zasada działania oparta na wykorzystaniu energii gazów prochowych odprowadzanych przez boczny otwór lufy (układ bez tłoka gazowego, z bezpośrednim oddziaływaniem gazów prochowych na suwadło). Zamek ryglowany przez przekoszenie. Mechanizm spustowy tylko do ognia pojedynczego. Zasilanie z magazynków o pojemności 10 naboi (możliwość doładowywania magazynka z łódek. Przyrządy celownicze składały się z muszki (w osłonie pierścieniowej) i celownika regulowanego. Bezpiecznik na tyle komory zamkowej. Lufa zakończona tłumikiem płomieni, wyposażona w podstawę bagnetu.